# Leyenda del Gallo de Barcelos

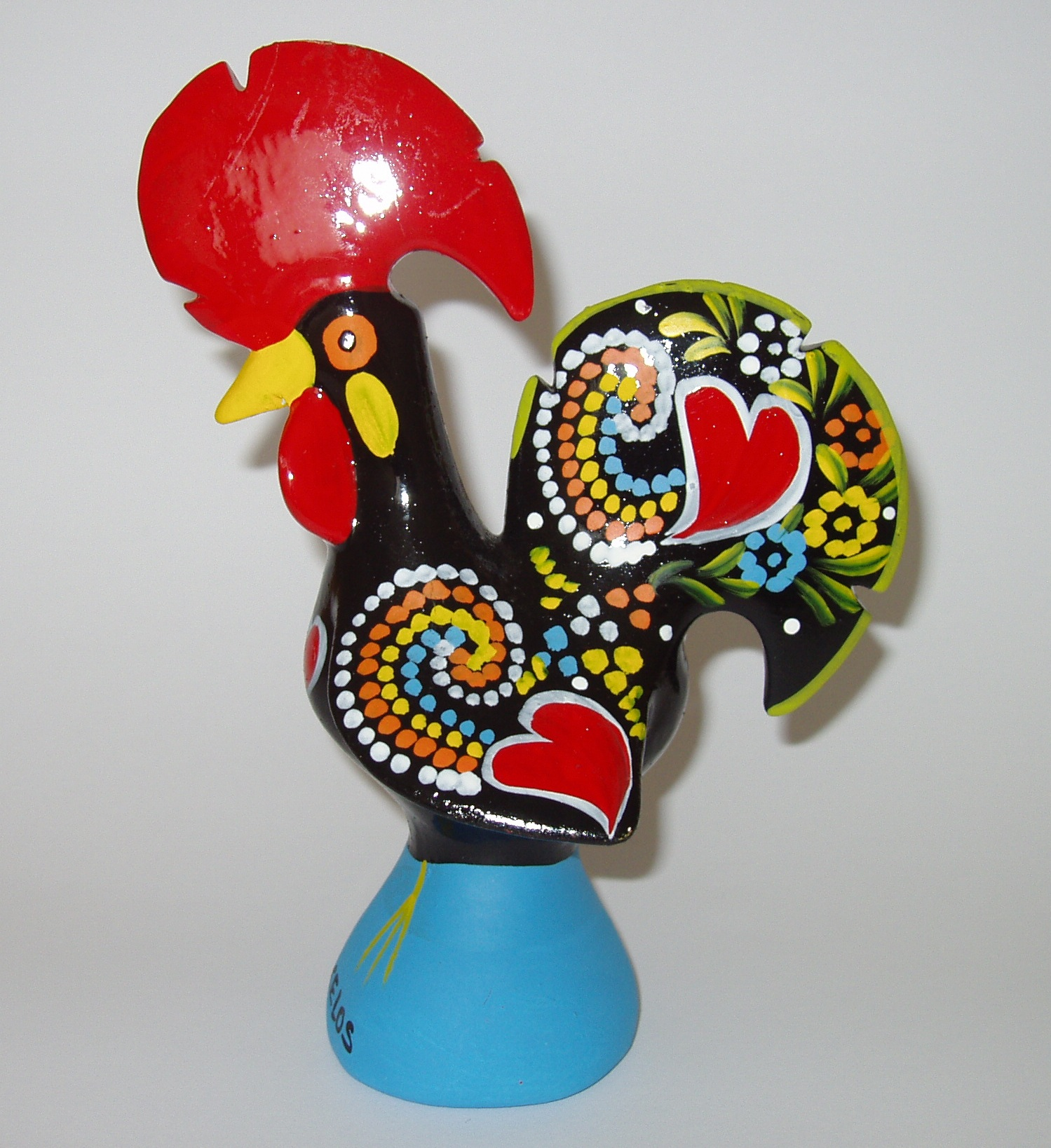
Gallo de Barcelos

La leyenda del Gallo de Barcelos narra la intervención milagrosa de un gallo muerto como prueba de la inocencia de un hombre ahorcado. Se conoce en Portugal como la Lenda do Senhor do Galo y tiene varias versiones, formando parte del repertorio medieval y jacobeo de leyendas o hagiografías de ahorcados salvados por el milagro de un gallo, en este caso relacionado al Camino Portugués a Santiago de Compostela. El relato es similar a la leyenda de Santo Domingo de la Calzada, siendo la de Barcelos una versión tardía de casi tres siglos en comparación con la del Codex Calixtinus. El texto escrito más antiguo de la versión portuguesa fue publicado en 1867, por el clérigo Domingos Joaquim Pereira.

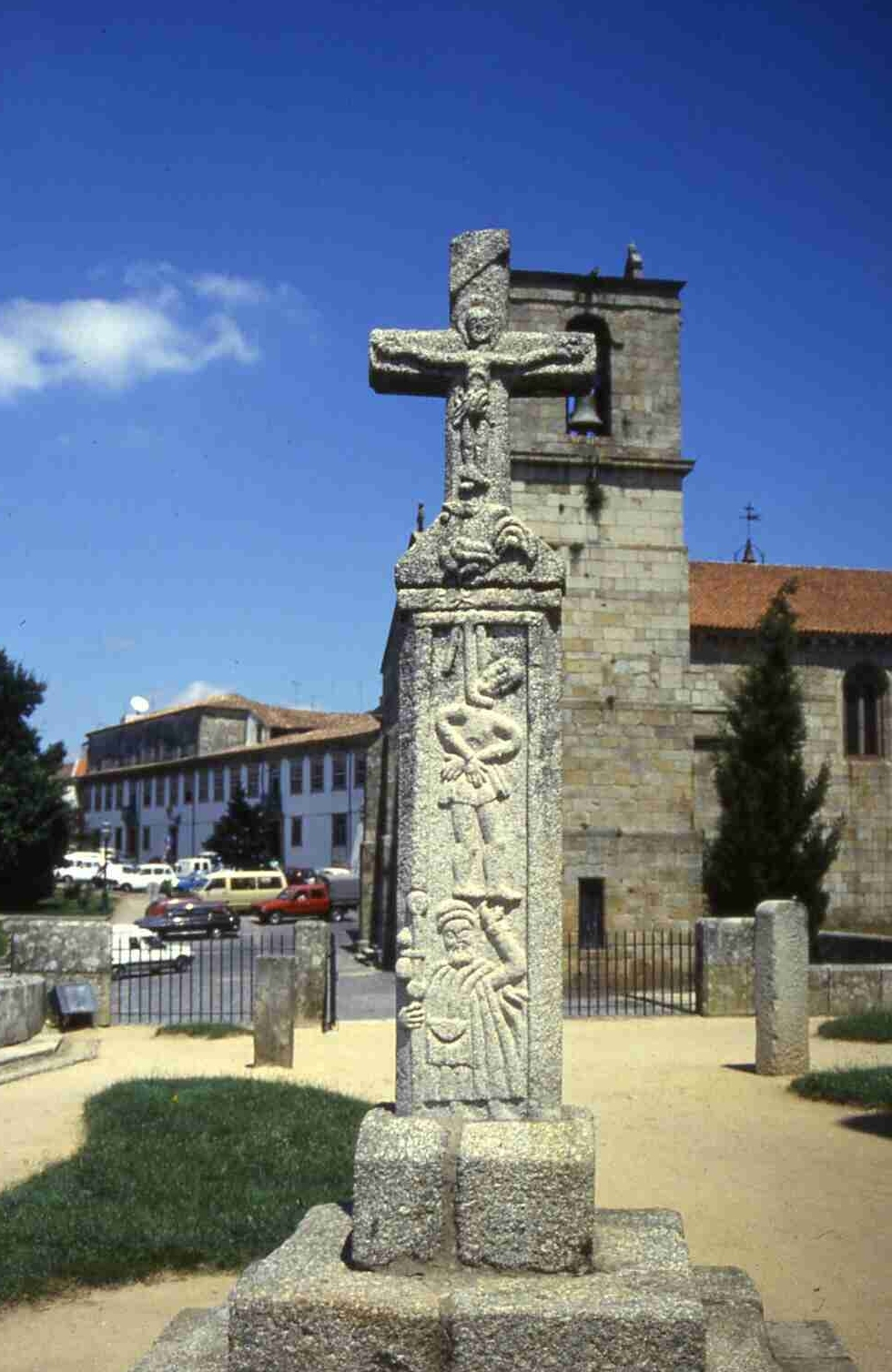
Crucero del Senhor do Galo (Señor del Gallo), monumento situado en el Museo Arqueológico de Barcelos

## Historia
La leyenda está asociada a un crucero levantado entre los siglos XIV y XVIII en la localidad de Barceliños, municipio de Barcelos. Es conocido como Cruzeiro do Senhor do Galo (Crucero del Señor del Gallo) y fue trasladado al Pazo de los Condes, actual Museo Arqueológico de Barcelos. En él se pueden ver grabados en una de sus caras las imágenes figurativas del ahorcado, sostenido por sus pies por el apóstol Santiago que evita así su muerte. En el anverso existe una representación del sol, la luna, la Virgen del Pilar y otro santo. Para algunos autores se trata de  San Pablo, que cuenta con devoción local y para otros de San Benito por sostener un bastón o báculo en la mano derecha y un libro abierto en la izquierda. Encima del monumento, remata con un Cristo crucificado entre cuyos pies y la cabeza del ahorcado figura la imagen del gallo milagrero.
Durante la vigencia del Estado Nuevo, esta leyenda fue identificada con la tradición artesanal de los gallos de rueda que por lo menos desde la década de 1930 se practicaba en Barcelos. Desde entonces en el imaginario popular existe una asociación incorrecta con estas piezas cerámicas muy coloridas. Así nació el mito o sustento folclórico que las acompaña y que el régimen de Antonio de Oliveira Salazar popularizó como reclamo turístico y símbolo de Portugal.
Así reflejó esta transformación Carlos Almeida, cronista de Barcelos: 

La leyenda del crucero del Señor del Gallo era conocida desde mucho tiempo atrás. Objetivamente hasta 1963, la misma no tuvo nada que ver ni geográfica, ni cronológica ni mentalmente con la figura del gallo de cerámica que el turismo lanzara y tanto desarrollara. En ese año, F. Pires de Lima publica un libro sobre La Leyenda del Gallo de Barcelos y el Milagro del Ahorcado (Lisboa, 1963), a la que siguió una conferencia local, donde este autor ensayó un estudio comparativo de esa narrativa y afirmó la posibilidad de que hubiera una relación entre el gallo de la leyenda y el de la cerámica. Podrá parecer, mas, hasta ese momento no había ninguna conexión. Pero eso bastó para que parte de la población local lo pasara a creer y los agentes y guías de turismo lo divulgasen más. Y el gallo que era ya un númen de la ciudad de Barcelos y tenía poca ascendencia y hasta avergonzante por ser un simple fenómeno de la feria de Barcelos y del turismo, quedó con un apetecido origen religioso. Y así nació el mito.

## Narración
La leyenda cuenta la historia de un peregrino gallego que salía de Barcelos (ciudad portuguesa del distrito de Braga) camino de Santiago de Compostela, y que fue acusado de haber robado el dinero a un terrateniente, por lo que fue condenado a la horca. Como última voluntad, pidió ser llevado ante el juez, que se encontraba comiendo un pollo (un gallo) asado. El peregrino le dijo que, como prueba de su inocencia, el gallo se levantaría y se pondría a cantar. El juez echó el plato para un lado e ignoró las palabras del hombre.
Sin embargo, en el preciso momento en que el preso estaba siendo ahorcado, el gallo se levantó y cantó. El juez, habiéndose dado cuenta de su error, corrió hacia la horca y descubrió que el gallego se había salvado gracias a un nudo mal hecho. Según la leyenda, el peregrino volvió años más tarde para esculpir el crucero del Señor del Gallo que ahora se encuentra en el Museo Arqueológico de Barcelos.